# Comuna Mala Hlușa, Liubeșiv
Mala Hlușa (în ucraineană Мала Глуша) este o comună în raionul Liubeșiv, regiunea Volînia, Ucraina, formată din satele Kalîvîțea și Mala Hlușa (reședința).

## Demografie
Componența lingvistică a satului Mala Hlușa
     Ucraineană (99,33%)
     Alte limbi (0,49%)
Conform recensământului din 2001, majoritatea populației satului Mala Hlușa era vorbitoare de ucraineană (99,33%), existând în minoritate și vorbitori de alte limbi.